# Selepa
Selepa is een geslacht van vlinders van de familie visstaartjes (Nolidae), uit de onderfamilie Chloephorinae.

## Soorten
- S. acervata Hulstaert, 1924
- S. albisigna Hampson, 1914
- S. celtis (Moore, 1858)
- S. cumasia Hampson, 1912
- S. curculella Walker, 1866
- S. discigera Walker, 1864
- S. docilis Butler, 1881
- S. euryochra Turner, 1920
- S. ferrofusa Hampson, 1905
- S. geraea Hampson, 1905
- S. ianthina (Bethune-Baker, 1911)
- S. leucogonia (Hampson, 1905)
- S. leucograpta Hampson, 1912
- S. molybdea Hampson, 1912
- S. nephelozona (Hampson, 1905)
- S. nigralba Hampson, 1895
- S. oranga Swinhoe, 1918
- S. picilinea Turner, 1939
- S. plumbeata Hampson, 1912

- S. rabdota Hampson, 1891
- S. renirotunda Berio, 1976
- S. rhythmopis Turner, 1902
- S. rufescens Hampson, 1912
- S. smilacis Mell, 1943
- S. spurcata Walker, 1864
- S. stigmatophora Hampson, 1895
- S. transvalica Hampson, 1912
- S. violascens Hampson, 1912
- S. violescens Hampson, 1912